# Alfa Romeo RL/RM

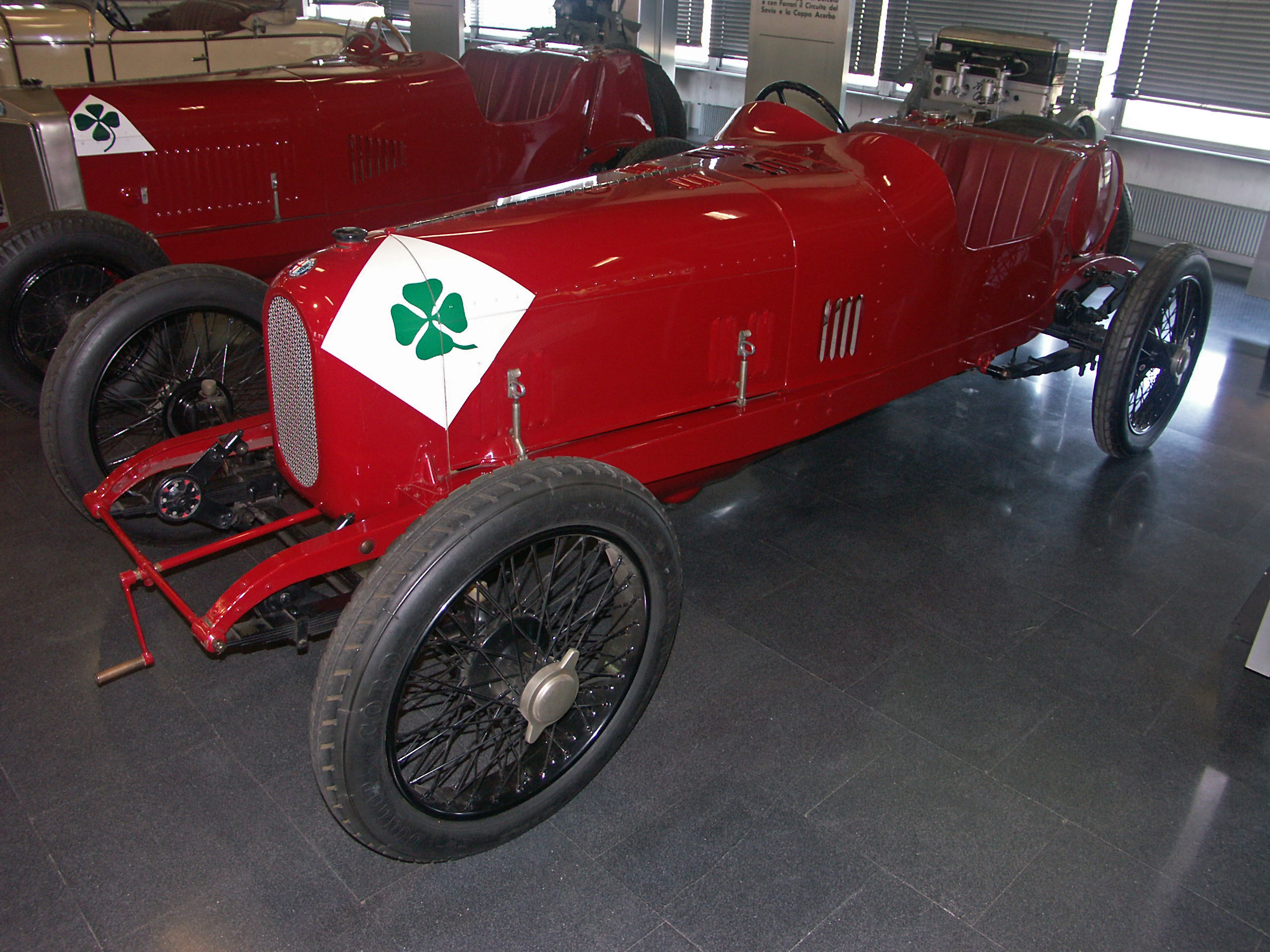
Alfa Romeo RL Targa Florio

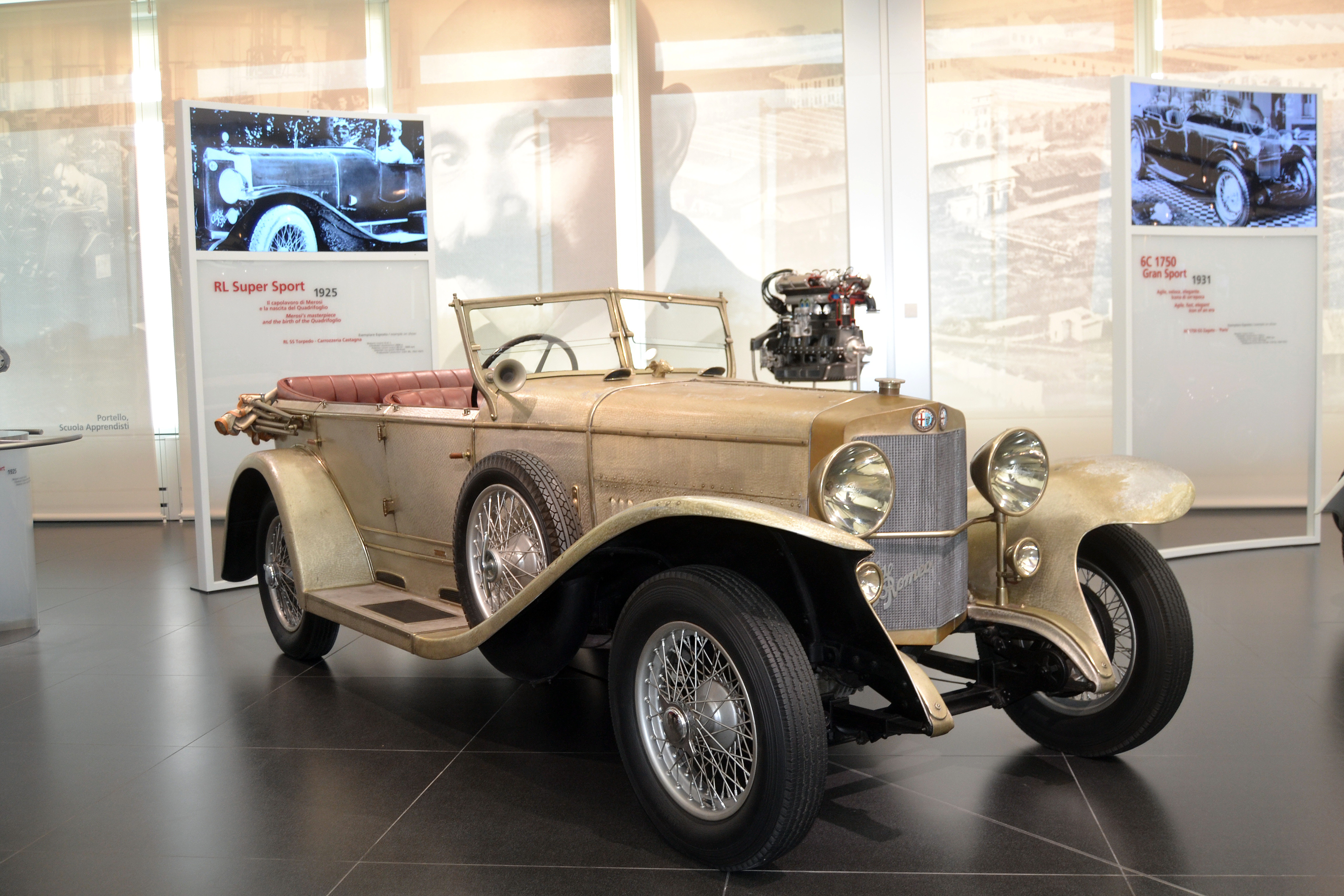
Alfa Romeo RL Super Sport (1925)

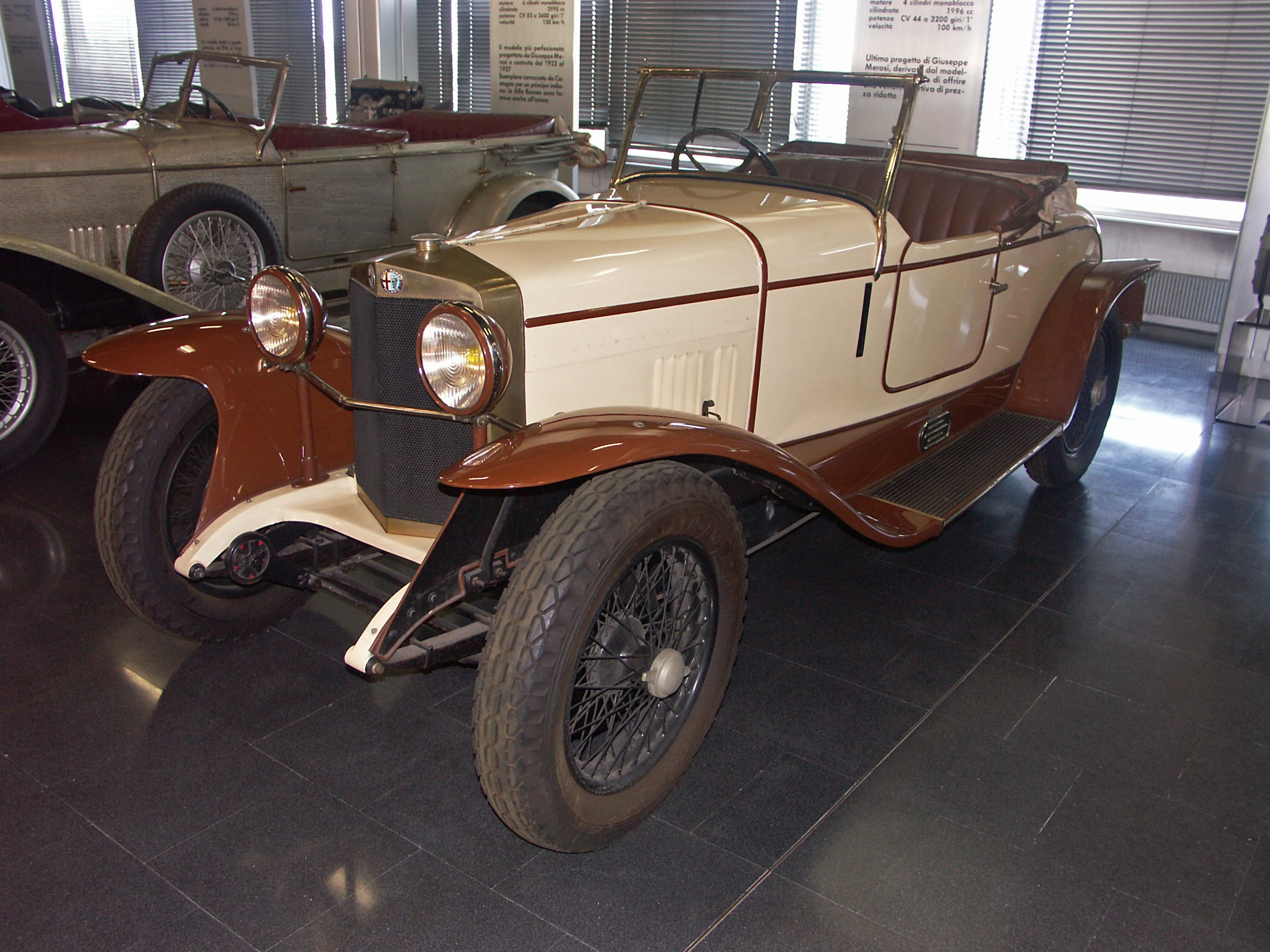
Alfa Romeo RM Sport

Alfa Romeo RL und Alfa Romeo RM sind Automobile, die Alfa Romeo in den 1920er Jahren herstellte. 
Der 1922 vorgestellte RL mit Sechszylindermotor, von dem der RM mit Vierzylindermotor abgeleitet wurde, verhalf dem Unternehmen 1923 mit einem Doppelsieg durch Ugo Sivocci und Antonio Ascari beim Langstreckenrennen Targa Florio zum Durchbruch im Rennsport. 
Der von Giuseppe Merosi konstruierte Reihenmotor hat eine seitlich liegende Nockenwelle, die über Stoßstangen und Kipphebel die hängenden Ventile betätigt. In den Grundausführungen hatte der Sechszylinder 2916 cm³ Hubraum und leistete 41 kW (56 PS) bei 3200 min−1, der Vierzylinder hatte 1944 cm³ Hubraum und erbrachte 29 kW (39 PS) bei 3000 min−1. Sowohl vom RL als auch vom RM gab es Varianten mit höherer Leistung. Der RL Super Sport von 1925 leistete beispielsweise 61 kW (83 PS) bei 3600 min−1, die ihn 130 km/h schnell machten. Die Rennversion des RL für die Targa Florio von 1923 erreichte bei einem Hubraum von 3154 cm³ eine Geschwindigkeit von 157 km/h; 1924 liefen einige Exemplare mit 3620 cm³ (siebenfach gelagerte Kurbelwellen) und 92 kW (125 PS) bis zu rund 180 km/h.
Die Produktion des RM wurde 1923 aufgenommen und bereits 1925 beendet; insgesamt wurden 538 Stück hergestellt. Der RL wurde bis 1927 gebaut und erreichte eine Stückzahl von 2641 Fahrzeugen. Sein Nachfolger war der Alfa Romeo 6C 1500.

## Technische Daten
|                       | RL Normale 1922                  | RL Sport 1922                    | RM Sport 1924                                      | RL Super Sport 1926              |
| --------------------- | -------------------------------- | -------------------------------- | -------------------------------------------------- | -------------------------------- |
| Radstand              | 3430 mm                          | 3124 mm                          | 2900 mm                                            | 3140 mm                          |
| Spurweite             | 1461 mm                          | 1461 mm                          | 1330 mm                                            | 1440 mm                          |
| Leergewicht           | 1829 kg                          | 1778 kg                          | 1450 kg                                            | 1550 kg                          |
| Zylinderbohrung       | 75 mm                            | 76 mm                            | 76 mm                                              | 76 mm                            |
| Kolbenhub             | 110 mm                           | 110 mm                           | 110 mm                                             | 110 mm                           |
| Hubraum               | 2916 mm³                         | 2994 mm³                         | 1996 mm³                                           | 2994 mm³                         |
| Verdichtung           | 5,2:1                            | 5,52:1                           | 6:1                                                | 5,5:1                            |
| Kraftstoffzufuhr      | 1 Vergaser                       | 2 Vergaser                       | 1 Vergaser                                         | 2 Vergaser                       |
| Höchstleistung        | 41,8 kW (56,8 PS) bei 3200 min−1 | 52,9 kW (71,9 PS) bei 3500 min−1 | 32,8 kW (44,6 PS) bei 3200 min−1                   | 65,6 kW (89,2 PS) bei 3600 min−1 |
| Kühlung               | Wasserkühlung                    | Wasserkühlung                    | Wasserkühlung                                      | Wasserkühlung                    |
| Höchstgeschwindigkeit | 110 km/h                         | 121 km/h                         | 100 km/h                                           | 150 km/h                         |
| Radaufhängung         | Starrachsen mit Blattfedern      | Starrachsen mit Blattfedern      | Starrachsen mit Blattfedern                        | Starrachsen mit Blattfedern      |
| Bremsen               | Trommelbremsen hinten            |                                  | Trommelbremsen vorn und hinten seit September 1923 |                                  |
| Getriebe              | 4 Gänge                          | 4 Gänge                          | 4 Gänge                                            | 4 Gänge                          |

## Produktionszahlen Alfa Romeo RL/RM
Gesamtproduktion Alfa Romeo RL/RM insgesamt 3.179 Fahrzeuge
| Jahr            | 1922 | 1923 | 1924 | 1925 | 1926 | 1927 | Summe |
| --------------- | ---- | ---- | ---- | ---- | ---- | ---- | ----- |
| RL Normale      | 3    | 610  | 443  | 259  |      |      | 1.315 |
| RL Sport        | 3    | 215  | 176  | 143  |      |      | 537   |
| RL Super Sport  |      |      |      | 304  | 12   | 76   | 392   |
| RL Tourismo     |      |      |      | 195  | 126  | 66   | 387   |
| RL Targa Florio |      | 5    | 5    |      |      |      | 10    |
| Summe           | 6    | 830  | 624  | 901  | 138  | 142  | 2.641 |
| RM Normale      |      | 4    | 71   | 56   |      |      | 131   |
| RM Sport        |      |      | 76   | 53   |      |      | 129   |
| RM Unificato    |      |      |      | 105  | 173  |      | 278   |
| Summe           |      | 4    | 147  | 214  | 173  |      | 538   |